# Shadowmaker
Shadowmaker – ósmy album studyjny fińskiego zespołu muzycznego Apocalyptica. Wydawnictwo ukazało się 17 kwietnia 2015 roku nakładem wytwórni muzycznej Better Noise Records, pododdziału Eleven Seven Music. W przeciwieństwie do poprzednich albumów, grupa zrezygnowała z udziału licznych wokalistów na rzecz byłego członka formacji Scars on Broadway – Franky'ego Pereza, który był jednym wokalistą na tejże płycie.
Premierę płyty poprzedził singel do utworu tytułowego, który ukazał się 13 grudnia 2014 roku w formie digital download. 27 lutego 2015 roku odbyła się premiera pierwszego teledysku promującego wydawnictwo, zrealizowanego do utworu „Cold Blood”, który wyreżyserowała Lisa Mann. Płyta Shadowmaker została zarejestrowana we współpracy z laureatem nagrody Grammy – producentem muzycznym Nickiem Raskulineczem, znanym ze współpracy z takimi grupami jak Deftones, Mastodon oraz Foo Fighters.

## Lista utworów
Opracowano na podstawie materiału źródłowego.
| Edycja podstawowa | Edycja podstawowa          | Edycja podstawowa                                                            | Edycja podstawowa |
| Nr                | Tytuł utworu               | Autorzy                                                                      | Długość           |
| ----------------- | -------------------------- | ---------------------------------------------------------------------------- | ----------------- |
| 1.                | „I-III-V Seed of Chaos”    | Eicca Toppinen, Perttu Kivilaakso, Paavo Lötjönen, Mikko Sirén               | 01:26             |
| 2.                | „Cold Blood”               | Eicca Toppinen, Martin Hansen                                                | 03:27             |
| 3.                | „Shadowmaker”              | Eicca Toppinen, Johnny Andrews, Franky Perez                                 | 07:34             |
| 4.                | „Slow Burn”                | Eicca Toppinen, Johnny Andrews, Franky Perez                                 | 04:44             |
| 5.                | „Hole in My Soul”          | Eicca Toppinen, Martin Hansen, Franky Perez                                  | 04:05             |
| 6.                | „House of Chains”          | Eicca Toppinen, Johnny Andrews                                               | 03:28             |
| 7.                | „Riot Lights”              | Eicca Toppinen                                                               | 06:40             |
| 8.                | „Sea Song (You Waded Out)” | Eicca Toppinen, Guy Sigsworth, Richard Walters                               | 04:54             |
| 9.                | „Till Death Do Us Part”    | Perttu Kivilaakso                                                            | 07:50             |
| 10.               | „Dead Man's Eyes”          | Franky Perez, Eicca Toppinen, Perttu Kivilaakso, Paavo Lötjönen, Mikko Sirén | 09:42             |
|                   |                            |                                                                              | 53:50             |

| Edycja rozszerzona | Edycja rozszerzona         | Edycja rozszerzona                                                           | Edycja rozszerzona |
| Nr                 | Tytuł utworu               | Autorzy                                                                      | Długość            |
| ------------------ | -------------------------- | ---------------------------------------------------------------------------- | ------------------ |
| 1.                 | „I-III-V Seed of Chaos”    | Eicca Toppinen, Perttu Kivilaakso, Paavo Lötjönen, Mikko Sirén               | 01:26              |
| 2.                 | „Cold Blood”               | Eicca Toppinen, Martin Hansen                                                | 03:27              |
| 3.                 | „Shadowmaker”              | Eicca Toppinen, Johnny Andrews, Franky Perez                                 | 07:34              |
| 4.                 | „Slow Burn”                | Eicca Toppinen, Johnny Andrews, Franky Perez                                 | 04:44              |
| 5.                 | „Reign of Fear”            | Eicca Toppinen                                                               | 06:54              |
| 6.                 | „Hole in My Soul”          | Eicca Toppinen, Martin Hansen, Franky Perez                                  | 04:05              |
| 7.                 | „House of Chains”          | Eicca Toppinen, Johnny Andrews                                               | 03:28              |
| 8.                 | „Riot Lights”              | Eicca Toppinen                                                               | 06:40              |
| 9.                 | „Come Back Down”           | Eicca Toppinen, Franky Perez                                                 | 04:24              |
| 10.                | „Sea Song (You Waded Out)” | Eicca Toppinen, Guy Sigsworth, Richard Walters                               | 04:54              |
| 11.                | „Till Death Do Us Part”    | Perttu Kivilaakso                                                            | 07:50              |
| 12.                | „Dead Man's Eyes”          | Franky Perez, Eicca Toppinen, Perttu Kivilaakso, Paavo Lötjönen, Mikko Sirén | 09:42              |
|                    |                            |                                                                              | 1:05:08            |

## Twórcy
Opracowano na podstawie materiału źródłowego.
| Zespół Apocalyptica w składzie - Perttu Kivilaakso – wiolonczela - Paavo Lötjönen – wiolonczela - Mikko Sirén – perkusja, instrumenty perkusyjne, programowanie - Eicca Toppinen – wiolonczela Dodatkowi muzycy - Franky Perez – wokal prowadzący |  | Produkcja - Nick Raskulinecz – produkcja muzyczna, inżynieria dźwięku - Greg Fidelman – miksowanie - Greg Eliason, John Albritton, Sara Lyn Killian – inżynieria dźwięku - Svante Forsbäck – mastering - Juha Arvid Helminen, Tiina Eronen – zdjęcia, dizajn - Dirk Rudolph – opracowanie graficzne |

## Listy sprzedaży
| Lista                        | Kraj              | Pozycja |
| ---------------------------- | ----------------- | ------- |
| Ö3 Austria Top 40            | Austria           | 31      |
| Schweizer Hitparade          | Szwajcaria        | 15      |
| Billboard 200                | Stany Zjednoczone | 190     |
| Billboard Alternative Albums | Stany Zjednoczone | 20      |
| Billboard Independent Albums | Stany Zjednoczone | 16      |
| Billboard Hard Rock Albums   | Stany Zjednoczone | 6       |
| Billboard Top Rock Albums    | Stany Zjednoczone | 27      |
| Billboard Top Album Sales    | Stany Zjednoczone | 94      |
| Suomen virallinen lista      | Finlandia         | 7       |
| Media Control Charts         | Niemcy            | 13      |
| SNEP                         | Francja           | 76      |
| Ultratop                     | Belgia (Flandria) | 117     |
| Ultratop                     | Belgia (Walonia)  | 101     |
| Oricon                       | Japonia           | 278     |